# 8 samodzielny pułk obserwacyjno-meldunkowy

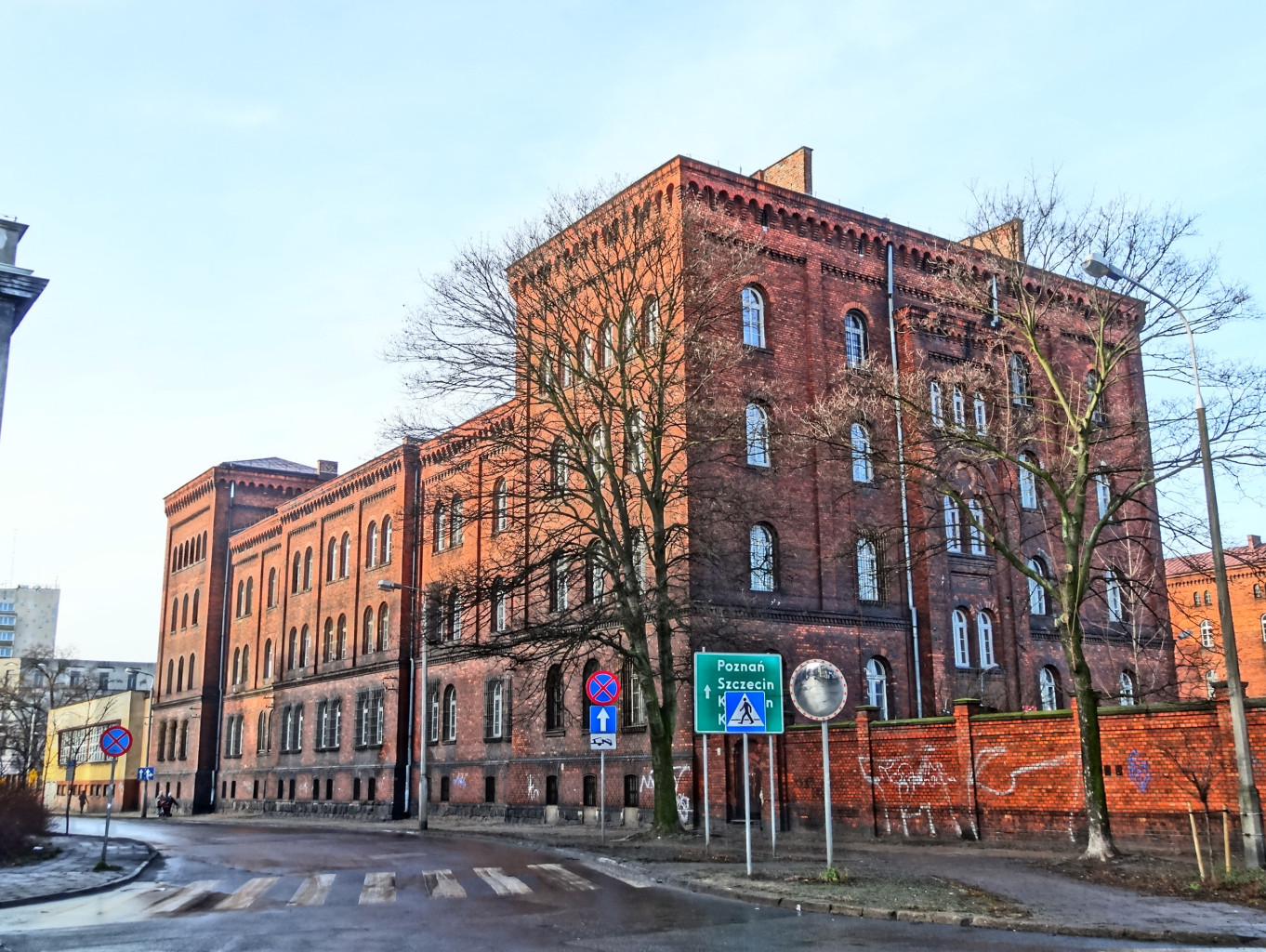
Bydgoszcz - były 8 spobsmeld

8 samodzielny pułk obserwacyjno-meldunkowy (8spobsmel) – nieistniejący już pułk obserwacyjno-meldunkowy Wojska Polskiego.

## Historia

### Formowanie
W 1952 na podstawie rozkazu nr 0048/Org. z 14 maja 1952 r. dowódcy wojsk OPL OK gen. bryg. Nikołaja Trawina, na bazie 49 batalionu obserwacyjno-meldunkowego i dwóch kompanii obserwacyjno-meldunkowych z Gdyni i Świnoujścia, powstał w Bydgoszczy 8 samodzielny pułk obserwacyjno-meldunkowy (8spobsmeld) o stanie 1784 wojskowych i 16 kontraktowych. Reorganizacja była związana z dostawą do Wojsk Obserwacyjno-Meldunkowych pierwszych stacji radiolokacyjnych. Dowódcą pułku został dotychczasowy dowódca 49 batalionu – mjr Wiktor Kamiński, a szefem sztabu – kpt. Lucjan Ratyński. W 1952 po reorganizacji w skład pułku weszło sześć kompanii obserwacyjno-meldunkowych, które rozmieszczono: Olsztyn, Chojnice, Wałcz, Gdynia-Orłowo, Mrzeżyno, Szczecin oraz cztery kompanie radiotechniczne pułku, które rozlokowano: Babie Doły, Duninowo, Chynowo, Chojnice.

### Zadania, szkolenie, stacjonowanie, reorganizacje
Zadaniem 8 spobsmeld było prowadzenie ciągłego rozpoznania nieprzyjaciela powietrznego w północnym i północno-zachodnim rejonie kraju poprzez posterunki rozpoznania wzrokowego rozmieszczone na rubieży: Nowa Karczma, Gdynia, Puck, Poddębie (pierwsza linia) i 60–80 km na południe (druga linia): Siemiany, Pelplin, Lipnica. Jedynymi środkami technicznymi były stoliki kursowe, lornetki, dwa aparaty telefoniczne AP-48, busola, zegar – budzik i pięć kilometrów kabla telefonicznego. We własnym zakresie, w razie potrzeby, żołnierze wykonywali drewnianą wieżę, dół nasłuchowy i schron. System obserwacji przestrzeni powietrznej i wczesnego ostrzegania stanowił i był dość prymitywny. Posterunki 8 pułku były od siebie oddalone o 8–10 km, na głębokości 10–12 km i tworzyły kompanijne rejony obserwacyjno-meldunkowe o szerokości 60 km i głębokości 30 km, albo batalionowy rejon o szerokości 80 km i głębokości 60 km. W 1954 powstało Dowództwo Wojsk Lotniczych i Obrony Przeciwlotniczej Obszaru Kraju, które połączono z dwóch dowództw: Dowództwa Wojsk Obrony Przeciwlotniczej Obszaru Kraju i Dowództwa Wojsk Lotniczych (WLiOPLOK). Dowódcą został gen. Iwan Turkiel. Zadania bojowe służby obserwacyjno-meldunkowej 8 pułku wykonywało trzynaście stacji radiolokacyjnych typu P-3A i P-8 z dywizji lotnictwa myśliwskiego, które w strukturze pododdziałów obserwacyjno-meldunkowych nie były. Niedostateczna liczba stacji radiolokacyjnych powodowała, że służbę pełniły cztery podwójne posterunki radiotechniczne i trzy pojedyncze posterunki, zgrupowane zasadniczo na kierunku północnym, oprócz jednego posterunku zlokalizowanego w Warszawie. Stacje zabezpieczały głównie naprowadzanie własnego lotnictwa, ale włączały się też w ogólny system radiotechnicznego zabezpieczenia OPLOK.

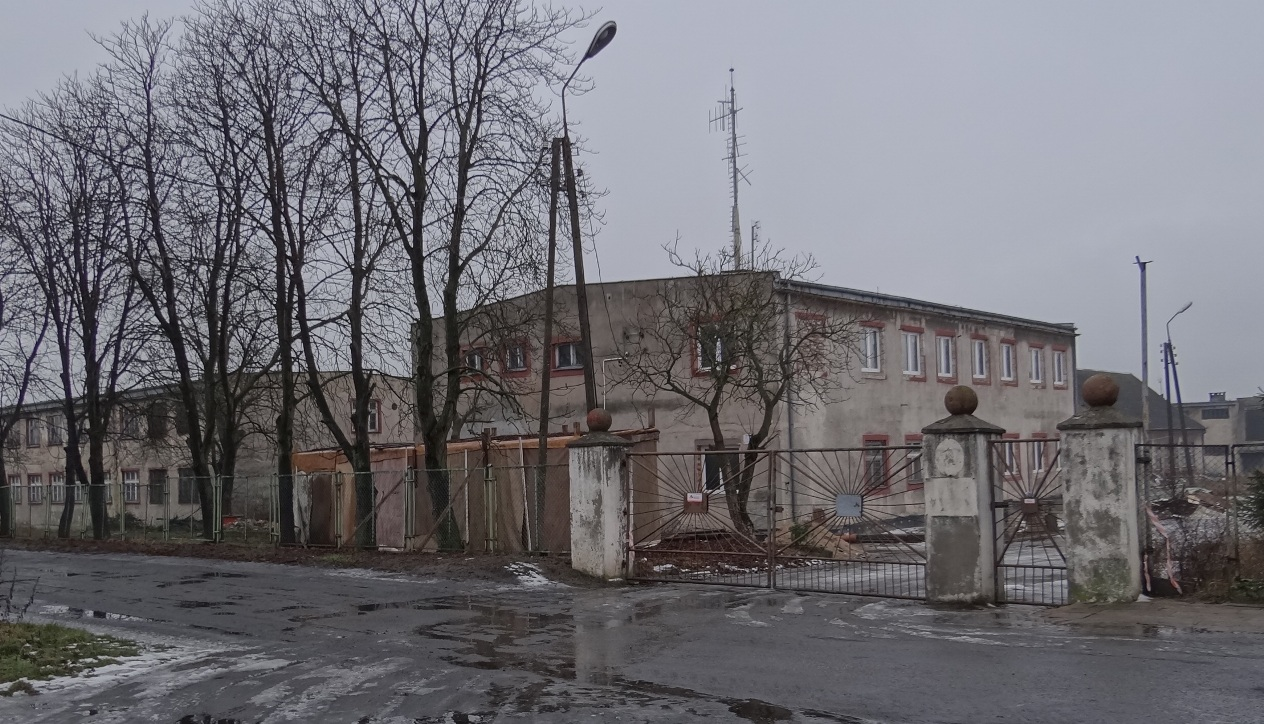
Witkowo Pyrzyckie - krt z 8sprt

W latach 1955–1956 przystąpiono do kolejnej reorganizacji oddziałów i systemu obserwacyjno-meldunkowego, który został ostatecznie zastąpiony przez
system radiolokacyjny. Pierwszym pułkiem, który przereorganizowano, był 8 pułk obserwacyjno-meldunkowy. W drugiej połowie 1955 w skład pułku weszła nowo zorganizowana kompania radiotechniczna w Witkowie, na początku 1956 kompania w Chynowie. Dwie kompanie obserwacyjno-meldunkowe w Mrzeżynie i Słupsku rozwiązano, a w ich miejsce zafunkcjonowały dwie dalsze kompanie radiotechniczne. Pod koniec 1956 pułk zmienił nazwę na 8 pułk radiotechniczny. W jego składzie znajdowało się dziewięć kompanii radiotechnicznych i tylko dwie kompanie obserwacyjno-meldunkowe. Przeprowadzona reorganizacja pułku spowodowała zmianę jego ugrupowania bojowego i zakresu wykonywanych zadań. Z końcem 1956 kompanie radiotechniczne pułku rozmieszczono w następujących miejscowościach: Chynowie, Przećmin, Darżewo, Duninowo, Lisewo Kaszubskie, Babie Doły, Pruszcz Gdański, Chojnice i Łękinia. Kompanie obserwacyjno-meldunkowe do końca 1956 zostały rozwiązane.

### Rozformowanie pułku, powstanie samodzielnych batalionów radiotechnicznych
Na podstawie rozkazu organizacyjnego dowódcy WLiOPL OK nr 033 z 4 lipca 1957 r. w Wojskach Radiotechnicznych przystąpiono do reorganizacji,
którą przeprowadzono etapami. Dowódca WLiOPL OK nakazał rozformowanie istniejących samodzielnych pułków radiotechnicznych, a na ich bazie sformowanie dziewięciu samodzielnych batalionów radiotechnicznych (sbrt) każdy w składzie pięciu krt (tylko 7. sbrt miał zaplanowane cztery krt). Najważniejsze zmiany organizacyjne przeprowadzono w latach 1958–1961. Utworzony batalion w 1958 na bazie 8 spobsmeld otrzymał numerację 8 sbrt. z miejscem dyslokacji Słupsk. 8 samodzielny batalion radiotechniczny przejął pododdziały po byłym 8 sprt: krt z Duninowa k. Ustki, Darżewa k. Zegrza Pomorskiego i z Pruszcza Gdańskiego.

## Żołnierze pułku
Dowódcy 
W okresie funkcjonowania pułku dowódcami byli:
- mjr Wiktor Kamiński (1952-1954)
- mjr Lucjan Ratyński ((1954-1956)
- kpt. Stanisław Orecki (1956)

Oficerowie
- płk Ryszard Sajdak

## Skład etatowy, uzbrojenie, sprzęt

### Struktura, skład etatowy
8 samodzielny pułk obserwacyjno-meldunkowy w 1952 w swojej strukturze miał sześć kompanii obserwacyjno-meldunkowych: w Pucku, w Koszalinie i w Szczecinie, tworzyły linię 45 posterunków, obejmując odcinek 600 km wzdłuż granicy morskiej i części lądowej północno-zachodniej. 

#### Skład etatowy pułku w 1952[12]
- Dowództwo i sztab
- 6 kompanii obserwacyjno-meldunkowych[d]
  - 3 plutony obserwacyjno-meldunkowe
    - 5 posterunków obserwacyjno-meldunkowych

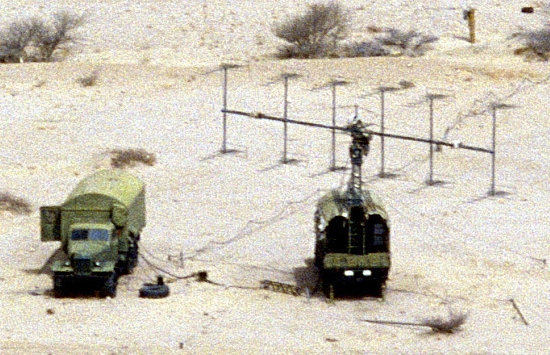
8 pułk radiotechniczny - radar P-12

  - drużyna zaopatrzenia
- 4 kompanie radiotechniczne[e]
  - 8 stacji radiolokacyjnych[f]
    - drużyna gospodarcza
    - drużyna remontowa
- kwatermistrzostwo
  - magazyny techniczne
  - drużyna gospodarcza
  - drużyna remontowa

#### Skład etatowy pułku w 1954[12]
- Dowództwo i sztab
- 2 kompanie obserwacyjno-meldunkowe[g][8]
  - 3 plutony obserwacyjno-meldunkowe
    - 5 posterunków obserwacyjno-meldunkowych

  - drużyna zaopatrzenia
- 4 kompanie radiotechniczne[h]
  -     - drużyna gospodarcza
    - drużyna remontowa
- kwatermistrzostwo
  - magazyny techniczne
  - drużyna gospodarcza
  - drużyna remontowa

#### Skład etatowy 8 pułku radiotechnicznego w 1956[11][2]
- Dowództwo i sztab
- 2 kompanie obserwacyjno-meldunkowe[i][14][2]
  - 3 plutony obserwacyjno-meldunkowe
    - 5 posterunków obserwacyjno-meldunkowych

  - drużyna zaopatrzenia
- 9 kompanii radiotechnicznych[j]
  -     - drużyna gospodarcza
    - drużyna remontowa
- kwatermistrzostwo

- - magazyny techniczne
  - drużyna gospodarcza
  - drużyna remontowa

### Uzbrojenie, sprzęt, zaopatrzenie
Z uzbrojenia żołnierze pułku posiadali broń etatową: PM wz. 43, amunicję, granaty ręczne RG-42 i F-1 (po 5 szt.). Dowódca pułku miał do dyspozycji samochód GAZ-69, dowódcy kompań GAZ-67. Pułk dysponował radarami P 12 i P 20, samochodami ciężarowymi GAZ-MM, GAZ-51, sanitarką FSC Lublin-51. Ponadto na wyposażeniu batalionu był także sprzęt typu: aparaty TAJ-43 i lornetki obserwacyjne.

## Przekształcenia
1. 1 Okręgowy Batalion Łączności w Legionowie (1950) → 49 samodzielny batalion obserwacyjno-meldunkowy w Wałczu (1950-1952) → 8 samodzielny pułk obserwacyjno-meldunkowy (JW 5665) w Bydgoszczy (1952-1956) ↘ przeformowany w 1956
2. 8 pułk radiotechniczny (JW 5665) w Bydgoszczy  (1956-1958) ↘ przeformowany w 1958
3. 8 samodzielny batalion radiotechniczny (JW 5665) w Słupsku (1958-1967) ↘ rozformowany w 1967
4. 12 pułk radiotechniczny (JW 3727) w Gdyni-Grabówek (sformowany na bazie 2 sbrt i 8 sbrt)